# Egmont H. Petersens Kollegium
 Der er for få eller ingen kildehenvisninger i denne artikel, hvilket er et problem. Du kan hjælpe ved at angive troværdige kilder til de påstande, som fremføres i artiklen.

 Ikke at forveksle med Egmont Studentergaard.
Egmont H. Petersens Kollegium, ofte blot kaldet Egmont, er et kollegium med 492 beboere, som er beliggende ved Vibenshus Runddel på Østerbro i København.
Kollegiet blev for alvor kendt i 1995, da ungdomsprogrammet Transit på DR1 viste serien Nye anden om livet på et af kollegiets køkkener.
Kollegiet består af tre bygninger, Gamle, Mellemste og Nye, navngivet efter rækkefølgen de blev opført i. Hver bygning har otte etager (hvoraf nederste etage i mellemste og nye benyttes til hhv. administration og festsal). På toppen af mellemste bygning lå en vuggestue.

## Historie
Kollegiet blev officielt indviet den 16. maj 1957, efter fire års konstruktion (og stort set alle beboere var flyttet ind). Bygningen er tegnet af Kaj Gottlob, der planlagde hele Universitetsparken. Kollegiet blev opført via en donation fra Egmont H. Petersens Fond, og fonden var frem til 1974 involveret i driften. Siden har kollegiet været en selvejende institution, der fungerer uafhængigt af fonden.
Frem til 1973 blev kollegiet rømmet for beboere i sommermånederne, således at bygningerne kunne bruges som hotel.[kilde mangler] Da det stod færdig i 1957 var det Danmarks største hotel målt på sengepladser, pga. stigende antal amerikanske turister. Det blev finansieret af overskuddet fra Anders And & co.[kilde mangler]

## Kendte beboere
Flere kendte danskere har boet på Egmont Kollegiet.
- Bjarke Ingels
- Ida Auken
- Pia Olsen Dyhr
- Sven Burmester
- Per Helge Sørensen
- David Hellemann
- Piv Bernth